# إيلكين توفيكتشي
إيلكين توفيكتشي (بالتركية: İlkin Tüfekçi)‏ هي ممثلة تركية ولدت في يوم 5 تموز 1987 في مدينة إسطنبول في تركيا، مثلت دور مادلين في مسلسل العشق الأسود في 2014 و دور سحر في القبضاي.

## روابط خارجية
- إيلكين توفيكتشي على موقع IMDb (الإنجليزية)
- إيلكين توفيكتشي على موقع كينوبويسك (الروسية)